# Caudoleptocythere
Caudoleptocythere is een geslacht van kreeftachtigen uit de klasse van de Ostracoda (mosselkreeftjes).

## Soort
- Caudoleptocythere vellicata (Brady, 1880)